# Kathy Anderson (actriz pornográfica)
Kathy Anderson (Praga, 14 de enero de 1979) es una actriz pornográfica y modelo erótica checa.

## Biografía
Kathy Anderson, nombre artístico, nació en la ciudad de Praga en 1979, cuando todavía la ciudad formaba parte de la República de Checoslovaquia. No se tiene mucha información sobre su biografía antes del año 2000, cuando debutó como actriz a los 21 años.
Como actriz, ha grabado películas para productoras tanto estadounidenses como europeas, destacando Marc Dorcel Fantasies, Pure Play Media, Zero Tolerance, Private, 21Sextury, New Sensations, Digital Sin, Evil Angel, Elegant Angel, Wicked, Metro, Eromaxx Films, Jules Jordan Video, Hustler o Reality Kings.
En 2011 fue nominada en los Premios AVN en la categoría de Mejor escena de sexo en producción extranjera junto a Julie Silver, Ian Tate y George Uhl por La Corsetry La Femme.
Ha aparecido en más de 500 películas como actriz.
Algunos de sus trabajos son Art of Ass 2, Babelicious, Cougar-Ville 3, Dirty Blondes, French Connexion, Hot Letters 3, Let There Be Ass, Pop Swap, Prague By Night, Riding the Curves 2 o Semen Sippers 2.

## Premios y nominaciones
| Año  | Ceremonia   | Resultado | Premio                                        | Trabajo              |
| ---- | ----------- | --------- | --------------------------------------------- | -------------------- |
| 2011 | Premios AVN | Nominada  | Mejor escena de sexo en producción extranjera | La Corsetry La Femme |